# Max Braun (Pfarrer)

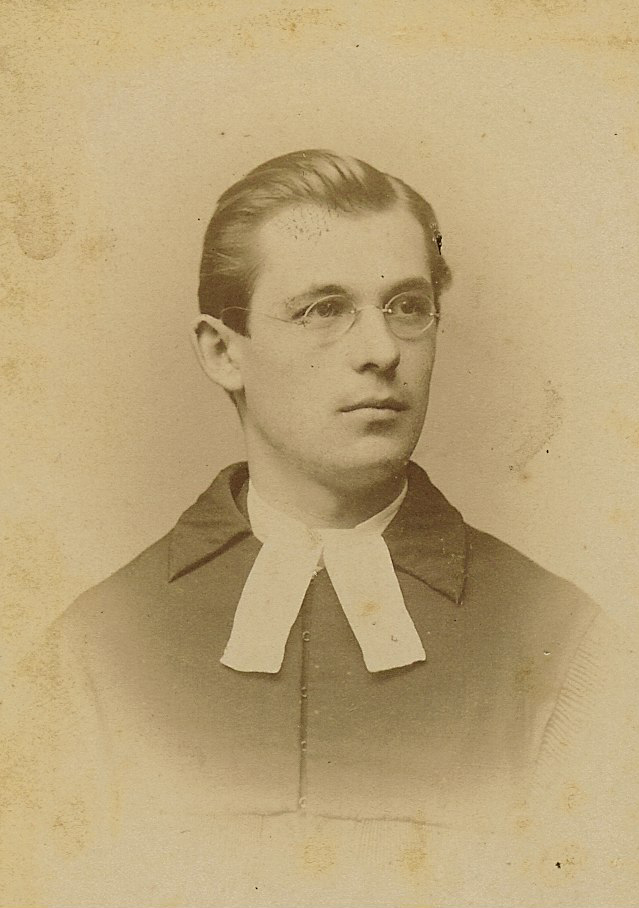
Max Braun im Jahr 1883 in Gleiwitz

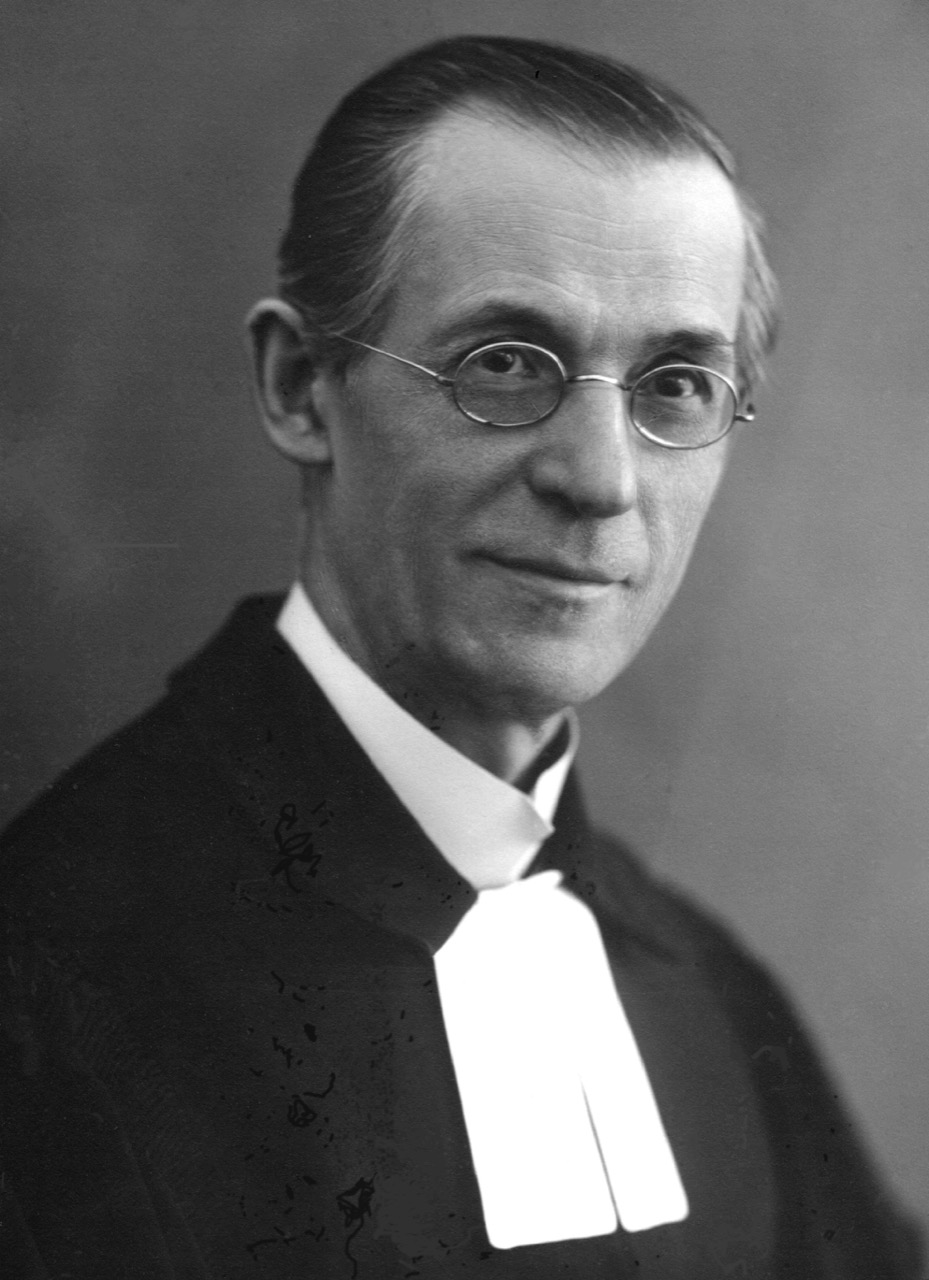
Max Braun im Jahr 1925

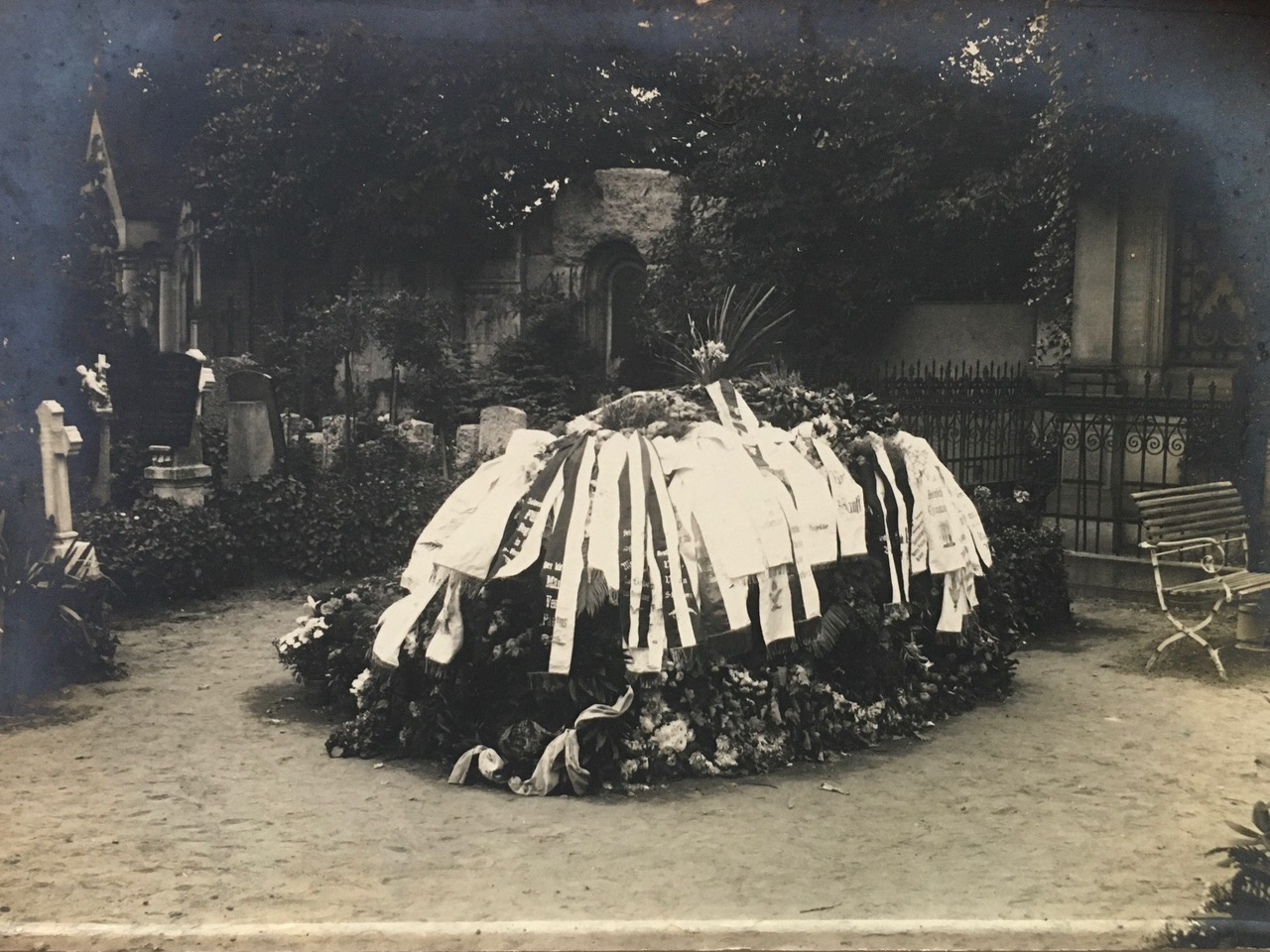
Beerdigung von Max Braun am 16. August 1925 auf dem Alt-Schöneberger Kirchhof

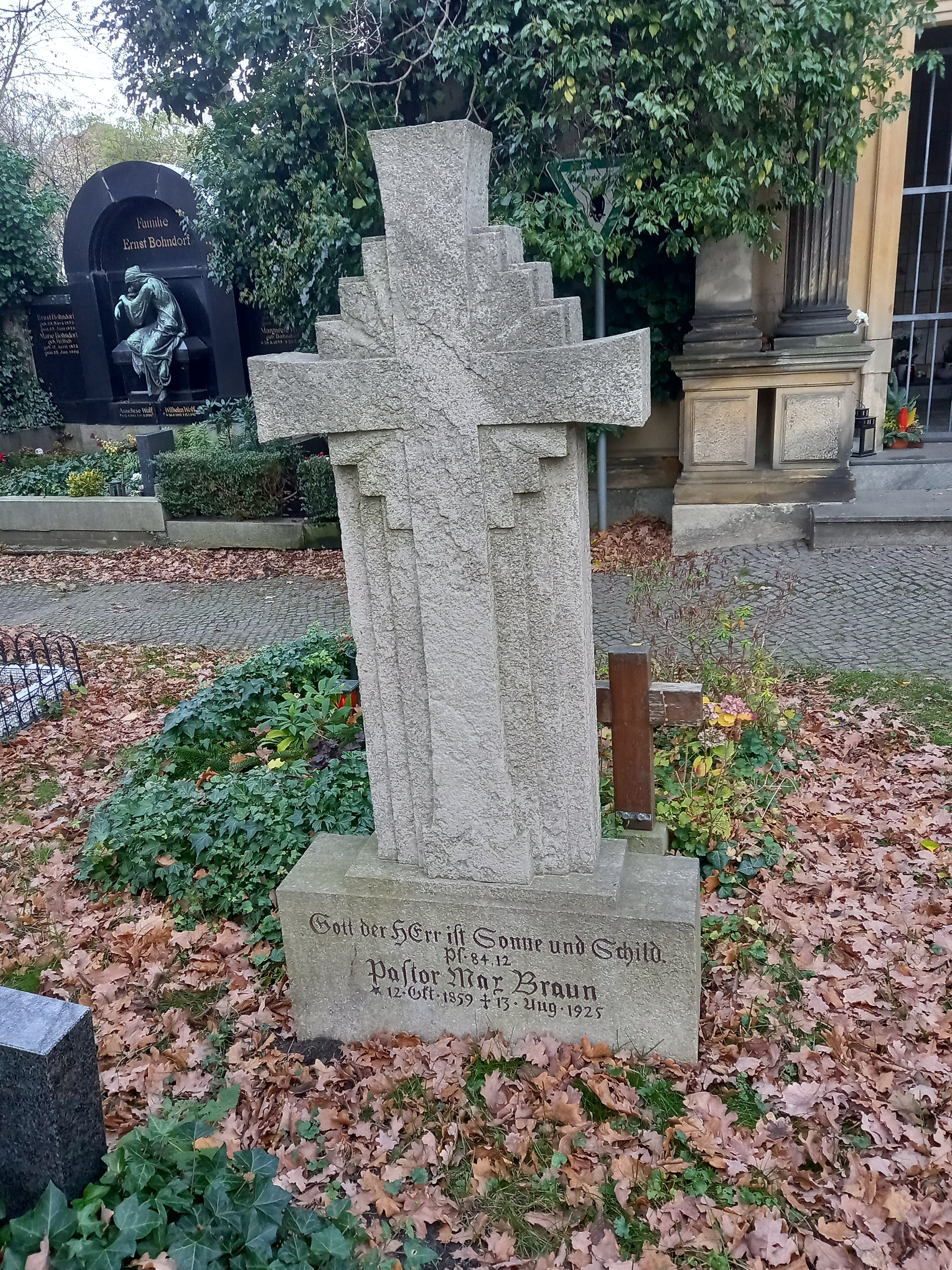
Das Grab von Max Braun auf dem Kirchhof Alt-Schöneberg in Berlin

Max Benno Adolf Wilhelm Braun (* 12. Oktober 1859 in Nikolai, Kreis Pleß, Oberschlesien; † 13. August 1925 in Bad Harzburg) war ein evangelischer deutscher Pfarrer.
Den Großteil seines Lebens wirkte er in Berlin als Inspektor der Berliner Stadtmission (1890–1902), als Pfarrer der Jesusgemeinde, Berlin-Kreuzberg (1902–1913) sowie der Apostel-Paulus-Gemeinde, Berlin-Schöneberg (1913–1925). Bekannt wurde Braun durch die Veröffentlichung einer Biographie über Adolf Stoecker.

## Leben
Geboren als erstes von zehn Kindern des Hauptlehrers und Organisten Emil Braun (1832–1888) und seiner Frau Maria Magdalena Braun, geb. Sand (1837–1917), besuchte er von 1871 bis 1878 das Gymnasium in Ratibor. 1878 begann er das Studium der Evangelischen Theologie in Breslau, wo er sich dem Theologischen Studentenverein anschloss. 1880/81 wechselte er nach Berlin, danach nach Halle. Hier zählte er 1881 zu den Mitbegründern des dortigen Vereins Deutscher Studenten (VDSt). Starken Einfluss auf ihn hatten während seines Studiums Generalsuperintendent David Erdmann sowie die Professoren Martin Kähler, Hermann Hering und Paul Tschackert, von Adolf Stoecker aber ging eine besondere Faszination aus. Dessen Tonhallenvortrag „Der Kampf des Lichtes gegen die Finsternis“ begeisterte den jungen Theologen so, dass er später bekannte, er verdanke Stoecker „die Führung zum Heiland“. Am 7. Mai 1883 legte er sein 1. Theologisches Examen ab und war ab 1. Oktober 1883 Vikar in Gleiwitz sowie Pfarrverweser in der Diasporagemeinde in Rybnik. Nach seinem 2. Examen wurde er am 5. November 1884 ordiniert und war ab 8. Dezember 1884 Pfarrer in Rybnik. Hier zählten sowohl Predigten in polnischer Sprache als auch die Seelsorge in der Provinzial-Irrenanstalt zu seinen Aufgaben.
1890 ging er trotz gesundheitlicher Probleme auf Bitten Adolf Stoeckers nach Berlin, um die Nachfolge des verstorbenen Berliner Missionsinspektors und VDSt-Mitglieds Walther Burckhardt (1863–1890) anzutreten, nachdem er bereits seit 1888 Mitglied des Vorstands der Berliner Stadtmission gewesen war. Zu seinen Aufgaben gehörten die Leitung des „Zentralbüros“ als Schriftführer des Vorstandes und die Führung des Hausvateramtes innerhalb der Johannestischgemeinde. Während vieler Reisen stand er bei Gründungen von Stadtmissionen im In- und Ausland Pate. Außerdem war er im Ausbau der musikalischen Volksmission tätig. Kurrenden, die geistlichen Volkskonzerte, und die monatlichen musikalisch-deklamatorischen Familienabende zählten hierbei zu seinen Lieblingsveranstaltungen.
Als der langjährige Pfarrer G.W. Schulze starb und seine Personalgemeinde der Jesuskirche verwaist war, entschlossen sich Superintendent Wilhelm Faber und Adolf Stoecker zu einer Hilfeleistung: Die Landeskirche erkannte die Jesusgemeinde offiziell an, die Stadtmission übernahm die Bürgschaft und stellte ihren ältesten Inspektor als Pfarrer zur Verfügung. Im Gegenzug verpflichtete sich die Gemeinde, die landeskirchliche Liturgie in ihre Gottesdienste aufzunehmen und nur einen staatlich geprüften und landeskirchlich ordinierten Pfarrer in ihr Pfarramt zu berufen. So kam Max Braun von 1902 bis 1913 als Pfarrer an die Jesuskirche in Berlin-Kreuzberg. Zunächst blieb er Missionsinspektor, doch bald zeigte sich, dass beide Aufgaben schwer miteinander zu vereinbaren waren. Braun entschloss sich daraufhin, als Inspektor zurückzutreten. Er blieb aber Mitglied im Zentralausschuss, dem er seit 1907 angehörte. Außerdem war er Mitglied des Stadtmissionsvorstandes und Vorsitzender des Verbandes der Berufsarbeiterinnen der Inneren Mission und dessen Schwesternschaft. Darüber hinaus wirkte er als Vorstandsmitglied des Kirchlich-Sozialen Bundes. Von April 1913 bis zu seinem Tod 1925 war er Pfarrer der Apostel-Paulus-Gemeinde in Berlin-Schöneberg.
Wie Adolf Stoecker forderte auch Braun, man solle das Staatskirchentum durch eine „freie Volkskirche“ ersetzen. In der Berliner Stadtmissionskirche hielt er seinem väterlichen Freund und Förderer 1909 die Grabrede und schrieb auf Bitten der Berliner Stadtmission 1912 eine Biographie, von der in mehreren Auflagen 35.000 Exemplare erschienen – zuletzt 1929 in einer Neubearbeitung seines Sohnes Martin.
Den verlorenen Krieg und die Abdankung des Kaisers im November 1918 nahm er mit Erschütterung auf. Wie zu dieser Zeit in der evangelischen Kirche nicht unüblich, nahm Braun eine konservative, nationalprotestantische und antisozialistische Haltung ein. Er beteiligte sich an der Gründung des „Bundes der Aufrechten“, der mit der Losung „Mit Gott für König und Vaterland, Mit Gott für Kaiser und Reich!“ die Wiedereinführung der Monarchie propagierte, damit allerdings keine breiten Volkskreise erreichte. Er war sowohl Mitglied der DNVP als auch Vorsitzender der Crux Svastica sowie Vorsitzender des Verbandes heimattreuer Schlesier (Ortsgruppe Berlin-Schöneberg).
Zwei Tage nach einem Schlaganfall während eines Kuraufenthaltes zur Linderung seines langjährigen Ischiasleidens in Bad Harzburg verstarb Braun. Damit verlor die Evangelische Kirche einen ihrer populärsten Vertreter. Hunderte nahmen an  Brauns Trauerfeier am 16. August 1925 in der Apostel-Paulus-Kirche teil, an der sein Freund Otto Dibelius das Schlussgebet sprach. Auf dem Weg zu seiner letzten Ruhestätte auf dem Alt-Schöneberger Kirchhof säumten Tausende die Straße.

## Rezeption
Viele zeitgenössische Berichte zeichnen das Bild eines feurigen Predigers, der Menschen begeistern und für sich einnehmen konnte. Otto Dibelius berichtet von einer gemeinsam mit Braun abgehaltenen „kirchlich-nationalen Kundgebung größeren Stils“ in der Paul-Gerhardt-Kirche am 1. August 1916: „Ich lernte ihn zum ersten Mal als religiösen Volksredner kennen. Als wir über die Masse der Menschen hinsahen, die bis auf die Straße hinaus wie eine Mauer standen, da leuchteten seine Augen. Der Mann des Volkes war in seinem Element! Dann begann er zu sprechen, bald mit fröhlichem Scherz, bald ernst in die Tiefe gehend. Er hatte die Menschen sofort in seinem Bann. Er durfte es freudig wagen, Fragen in die Menge zu werfen, die mit einem lauten freudigen Ja oder mit einem ernsten Nein beantwortet wurden, so wie es der Augenblick gebot. Eine freudige Bewegung ging von ihm auf die ganze riesige Versammlung über.“ Und an anderer Stelle: „Dies beides, diese Einstellung auf das Volk, das er mit ganzer Seele liebte, und diese innere Güte, die aus seinen Augen und aus seinen Worten sprach, machte ihn zu einem Evangelisten unserer Evangelischen Kirche von einzigartiger Bedeutung. Es war kein Wunder, dass man sein Wort von allen Seiten begehrte. Aus der Stadt, aus dem Reich, aus dem Ausland - unaufhörlich kamen die Bitten zu evangelisieren, sei es durch einzelne Ansprachen, sei es durch eine Reihe von Vorträgen und Bibelstunden. Man wusste es weithin, dass er erschüttern konnte, ohne zu verletzen, dass er Menschenherzen zur Entscheidung zwingen konnte für den lebendigen Gott.“ ... „Glaube und Liebe - das waren die beiden Pole seines inneren Wesens. Die fröhliche Liebe war es, die seinem Glauben die Werbekraft gab.“ In einem Brief vom 19. Januar 1966 schreibt Dibelius an Pfarrer Hartmut Gadow: "Als ich im Jahre 1915 nach Berlin an den Heilsbronnen kam, war die einzige Gemeinde der Umgegend, die mir freundlich entgegenkam, die Apostel-Paulus-Gemeinde unter Max Braun. Und während des 1. Weltkrieges habe ich zusammen mit Max Braun Stunden großer Bewegung in der mächtigen überfüllten Apostel-Paulus-Gemeinde durchlebt. Wenn auch nach dem Tode Max Brauns solche Stunden nicht wiederkehrten, so habe ich mich doch immer der Gemeinde verbunden gewusst."
Superintendent Raack schreibt über seine Art zu predigen: „Sein Wort von der Kanzel konnte sich zart und innig an die Herzen schmiegen, konnte aber auch aufflammen in männlicher Begeisterung und einherfahren wie ein aufrüttelnder und reinigender Gewittersturm“.
Eitel-Friedrich von Rabenau, Brauns Nachfolger als Pfarrer an der Apostel-Paulus-Kirche bemerkt: „Ein Mann mit freundlichem Blick, herzlichem Wesen“, ein „lebhafter, frohgemuter, herzenswarmer Führer ... immer lebhaft, gläubig voranschreitend, zu aller Mühe bereit, ... immer freundschaftliche Fühlungnahme suchend, niemals eng, kleinlich, immer großzügig...“ und Julius Kurth hebt dessen „gewinnende Liebenswürdigkeit“ und die „goldene Gabe, über sich selbst lachen zu können“ hervor.
Seine umfangreiche Korrespondenz mit Amtsbrüdern, Freunden und Verwandten, seine über 1000 Predigten, Ansprachen, Aufsätze und Reden zeugen von einem äußerst kommunikativen, charismatischen und bestens vernetzten Menschen, der bis zum Schluss in der seelsorgerischen Aufgabe seine größte Erfüllung fand.

## Familie
Braun war verheiratet mit Marie Koetz (1859–1938), mit der er am 16. Juni 1891 in Nicolai von Adolf Stoecker getraut wurde. Aus der Ehe gingen folgende Kinder hervor: Martin (Pfarrer, 1892–1965), Hans-Adolf (Arzt, 1894–1940), Maximilian (Theologiestudent 1895–1915), Ursula (Pfarrfrau, 1896–1984), Harald (Autor und Filmregisseur, 1901–1960).

## Werke
- Ein Besuch im Hauptquartier der Berliner Stadtmission, Berlin 1897 (Für Feste und Freunde d. Inneren Mission, H. 9);
- D. Adolf Stoecker. Zu seinem 70. Geburtstage, Berlin 1905;
- (Hrsg.): Das grüne Blättchen (Gemeindeblatt der Jesuskirche, Berlin);
- Die Jesuskirche in Berlin. Ein Festbericht über 40 Jahre im Stillen gewirkte freie Missions- und Gemeinde-Tätigkeit, Berlin 1907;
- Ein Danktag der Jesuskirch-Gemeinde zu Berlin. Erinnerungsblätter an die Feier ihres 40jährigen Bestehens 1907, der Jesusgemeinde und ihren Freunden dargeboten, Berlin 1908;
- Adolf Stoecker, Gotha 1909 (Volksabende, H. 21);
- Die Berliner Kurrendeknaben, Berlin 1911 (Bilder aus der Stadtmission, H. 11);
- Adolf Stoecker. Volksausgabe, Berlin 1912; 'Brannte nicht unser Herz ...?' 4 Predigten, Berlin 1913;
- Gott geht durchs Land! Schlichte Andachten fürs deutsche Haus während der Kriegszeit, Berlin 1914;
- (Hrsg.): Friede auf Erden! Ein Weihnachtsbüchlein für jung und alt, Berlin 1914;
- Die Familienabende im Berliner Stadtmissionshause, Berlin 1914 (Bilder aus der Stadtmission, H. 16);
- Trag' zum Kreuze deine Trauer, Berlin 1914;
- Siehe, dein König kommt! Neue Andachten fürs deutsche Haus während der Kriegszeit, Berlin 1915;
- Heldentrost. Den Tapferen im Feld und den Helden daheim gewidmet, Berlin 1915 (Der alte Gott lebt noch!, H. 30);
- mit Friedrich  Lahusen (Hrsg.): Christbaum und Schwert, Weihnachtsbuch für Feld und Heimat, Berlin 1915;
- mit Otto Dibelius u. a.: Bußtag und Totenfest. 4 Predigten, Berlin 1917 (Er ist bei uns wohl auf dem Plan!, H. 3);
- mit Hans Hoppe, Friedrich Succo: Schafft Kurrenden! Eine Handreichung zu volksmusikalischem Missionsdienst, Berlin 1917;
- Die Freiwilligen-Armee unter dem Banner des Roten Kreuzes, Berlin 1917 (Schützengraben-Bücher für das deutsche Volk, H. 63);
- Die Apostel Paulus-Kirche in Berlin-Schöneberg. Festschrift zu ihrem 25jährigen Jubiläum 1894–1919, Berlin 1919;
- mit Willy Lüttge (Hrsg.): Sieh nach den Sternen! Eine Einkehr bei deutscher Kunst und Dichtung der Gegenwart, Berlin 1919;
- (Hrsg.): Paulus. Gemeindeblatt der Apostel-Paulus-Kirche zu Berlin-Schöneberg; Der Wunderstern. Ein Gruß zur Weihnacht, Berlin 1921;
- Die Frage ans Jenseits! Neue Antworten über Tod, Endzeit, Ewigkeit, Hamburg 1921;
- Mein Heim – mein sonnig Heiligtum! Sieben Seligpreisungen über das echte deutsche Christenhaus, Berlin 1921;
- Was ein Kind vermag, Berlin 1922 (Stille Stunden, H. 5).
- Ein deutscher Prophet, Berlin 1922 (Saatkornhefte, H. 7);
- Paulinchen. Eine Geschichte aus der Großstadtseelsorge. Sonderdruck aus: Renatus. Ein Jahrbuch, Berlin-Steglitz o. J.